# يو إف سي 178
يو إف سي 178: جونسون ضد كارياسو (بالإنجليزية: UFC 178: Johnson vs. Cariaso)‏ هو حدث لفنون القتال المختلطة نظمته يو إف سي، أُقيم في 27 سبتمبر 2014، على إم جي إم جراند جاردن أرينا في لاس فيغاس، نيفادا، الولايات المتحدة.